# Amanitore
Amanitore, também conhecida como Amanitere ou Amanitare, foi uma rainha do Reino de Cuxe, governando a partir de Meroé, em meados do século I EC. Governou ao lado de seu filho, Natacamani.
O reinado conjunto de Amanitore e Natacamani é um período bem documentado e parece ter sido uma época próspera para Cuxe. É possível que tenham sido contemporâneos do imperador romano Nero.

## Biografia
Amanitore e Natacamani são conhecidos por suas tumbas e pelos inúmeros monumentos onde ambos são representados juntos. Antigamente, acreditava-se que Amanitore fosse esposa de Natacamani, mas agora é convencionalmente aceito que eram mãe e filho; um antigo grafite encontrado no Templo de Daca sugere fortemente que Amanitore era mãe de Natacamani.
Durante o co-reinado, apenas Natacamani foi explicitamente intitulado como governante (qore), enquanto Amanitore era chamada apenas de candace (rainha consorte/mãe). Entretanto, ambos são claramente representados como co-governantes com poder igual, já que são mostrados usando os trajes e as insígnias reais. Não há registro de que Natacamani ou Amanitore tenham governado sozinhos, sem a presença do outro. Amanitore foi enterrada em sua própria pirâmide em Meroé, conhecida como Beg. N 1. A tumba tem aproximadamente seis metros quadrados na base, não sendo uma pirâmide no sentido matemático.
O palácio real de Amanitore ficava em Jebel Barcal, no atual Sudão, que hoje é um patrimônio da UNESCO. A área de seu reino se estendia entre os rios Nilo e Atbara.
Três príncipes herdeiros são mencionados durante o co-reinado de Amanitore e Natacamani: Arikhankharer, Arikakahtani e Shorkaror. Acredita-se que tanto Arikhankharer quanto Arikakahtani tenham falecido antes de Natacamani e Amanitore, pois apenas Shorkaror é mencionado como rei. A relação familiar entre os príncipes e Natacamani e Amanitore é desconhecida. Com base na cronologia, Amanitore e Natacamani podem ter sido precedidos por Amanikhabale e foram sucedidos por Shorkaror.

## Construções
Amanitore foi uma das últimas grandes construtoras do Reino de Cuxe. A rainha participou da restauração do grande templo de Amon em Meroé e do templo de Amon em Napata, que havia sido demolido pelos romanos. Durante seu reinado, também foram construídos reservatórios para a retenção de água em Meroé. Os dois governantes também construíram templos de Amon em Naqa e Amara.
A quantidade de construções realizadas na metade do primeiro século indica que esse foi o período mais próspero da história Meroítica. Mais de duzentas pirâmides núbias foram construídas, embora a maioria tenha sido saqueada na antiguidade.

## Relato bíblico
Amanitore pode ser a candace mencionada na Bíblia, na história sobre a conversão do etíope em Atos 8:26–40:
«E o anjo do Senhor falou a Filipe, dizendo: Levanta-te e vai para o sul, pelo caminho que desce de Jerusalém a Gaza, que está deserto. E ele se levantou e foi; e eis que um homem da Etiópia, um eunuco de grande autoridade sob Candace, rainha dos etíopes, que estava encarregado de todo o seu tesouro e tinha ido a Jerusalém para adorar, estava voltando, e sentado em seu carro lia o profeta Isaías…» (Atos dos Apóstolos 8:26–40)

## Na cultura popular
Amanitore é o governante da Núbia em uma expansão do jogo de estratégia Civilization VI.

## Galeria

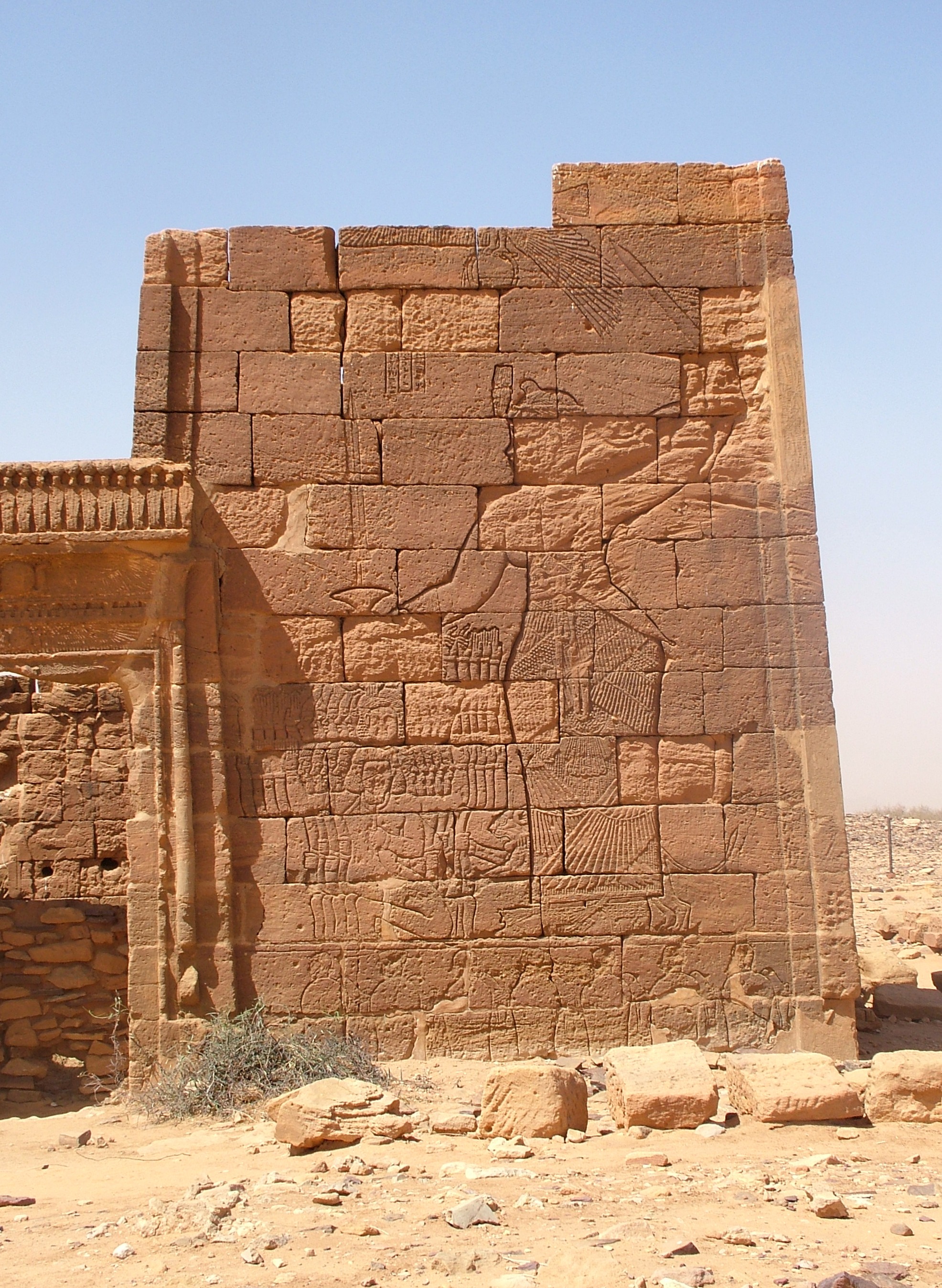
Rainha Amanitore derrotando seus inimigos. Relevo da fachada do Tempo de Apedemak, em Naqa
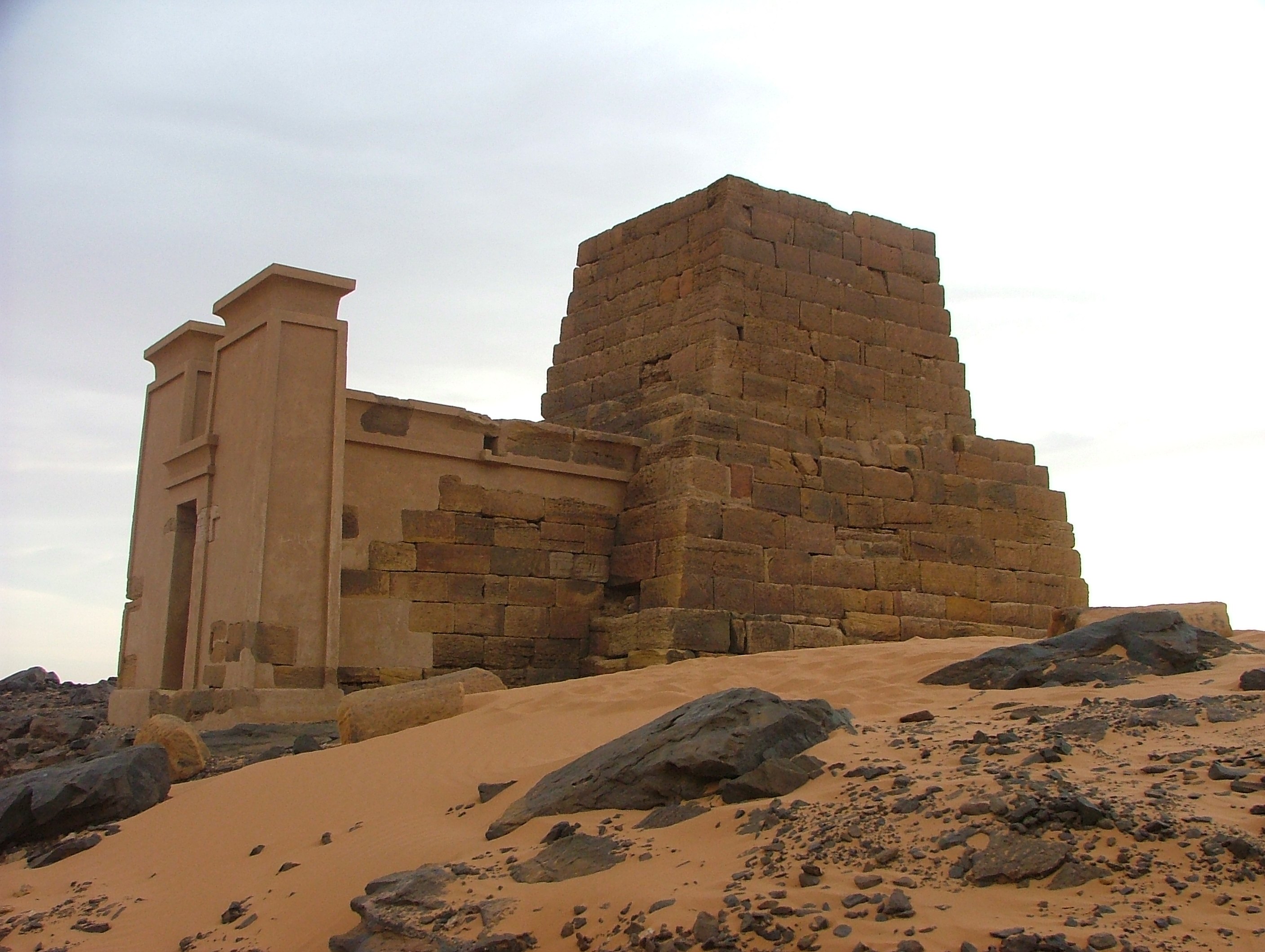
Pirâmide de Amanitore em Meroe
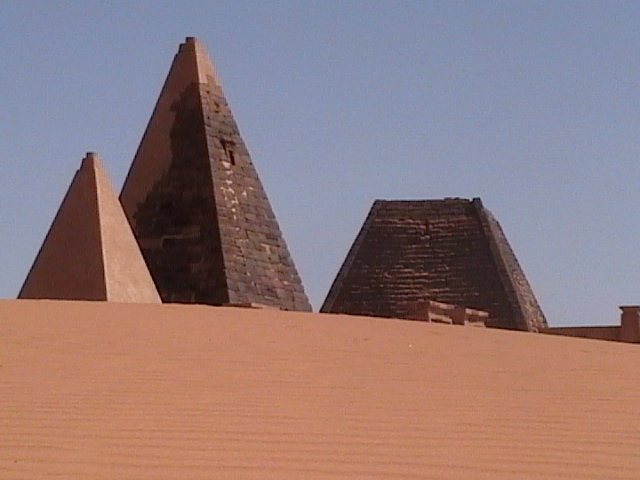
Pirâmides de Meroe são bastante diferentes das egípcias